# Ciudad Real Madrid
Ciudad Real Madrid to nazwa nadana do obiektów szkoleniowych Realu Madryt znajdujących się poza Madrytem w Valdebebas w pobliżu lotniska Barajas. Zastępuje stary Ciudad Deportiva, która do 2003 roku był obiektem treningowym klubu. Zespół jest nazywany, i znany dla graczy, trenerów i pracowników klubu jako "Valdebebas", a nazwa pochodzi od dzielnicy miasta, gdzie znajduje się kompleks. Otwarty w 2005 roku, ośrodek szkoleniowy składa się z biur akademii, wyposażonych pokoi, audio-wizualnych pokoi, siłowni oraz klinik rehabilitacji i medycznych (placówka medyczna składa się z pokoju badań, sal zabiegowych, dodatkowych urządzeń rehabilitacyjnych i sprzętu oraz centrum hydroterapii, które zawiera gorące i chłodne baseny) oraz ośrodków szkoleniowych. W sumie, Ciudad Real Madryt obejmuje 1 200 000 metrów kwadratowych.